# Société catalane de gnomonique

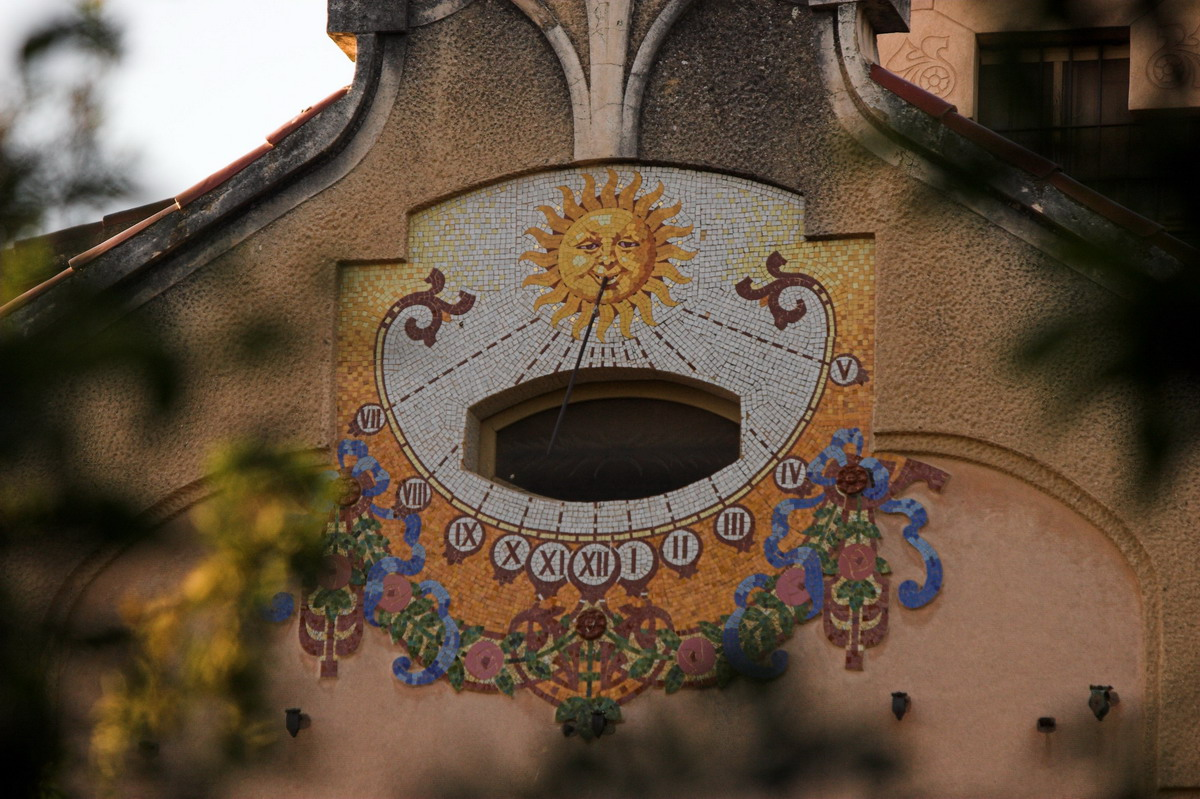
Cadran solaire de la Maison Barbey (La Garriga)

La Société catalane de gnomonique (en catalan : Societat Catalana de Gnomònica) est une association à but non lucratif qui promeut tous les aspects des cadrans solaires,,.
L'association a créé un inventaire des cadrans solaires existants en Catalogne. La base de données est consultable gratuitement et contient environ 7 300 références.

## Fondation
La Société catalane de gnomonique est établie depuis 1988 et est régie par les statuts approuvés par le gouvernement de Catalogne et par la Loi 4/2008, du 24 avril, du troisième livre de la Code civil de Catalogne, relatif aux personnes legales. Registre des Associations no. 10 463.

## Objectifs
L'association essaie de réunir tous ceux qui s'intéressent aux divers aspects de l'étude et de la promotion des techniques et des arts liés à la Gnomonique et à la mesure du temps?
Les objectifs fondamentaux de cette association sont :
- Encourager l'étude et la recherche de cadrans solaires et autres instruments liés à la mesure du temps, en favorisant leur construction, leur récupération et leur restauration, en favorisant la production de publications sur le sujet (traductions, monographies, newsletters, rééditions, etc. )
- Promouvoir les échanges avec d'autres associations connexes, conseiller et collaborer avec des entités et des organisations pour mener à bien des activités liées aux objectifs de l'association, organiser et promouvoir ces activités connexes, telles que: conférences, réunions, cours, échanges, concours, visites, voyages, etc.

## Publications
- La Busca de Paper[7].- Depuis les débuts, la SCG a publié  un bulletin basé sur les études et activités réalisées[8]. (En été de 2021 y avait 99 nombres publiés)[9]. Cette publication est mentionnée en des nombreux travaux sur le thème[10],[11].
- Rellotges de sol de Catalunya:  un patrimoine pour découvrir[12]. 
  - Cadrans solaires -
  - Gnomons.

## Base de données avec 7 000 cadrans solaires

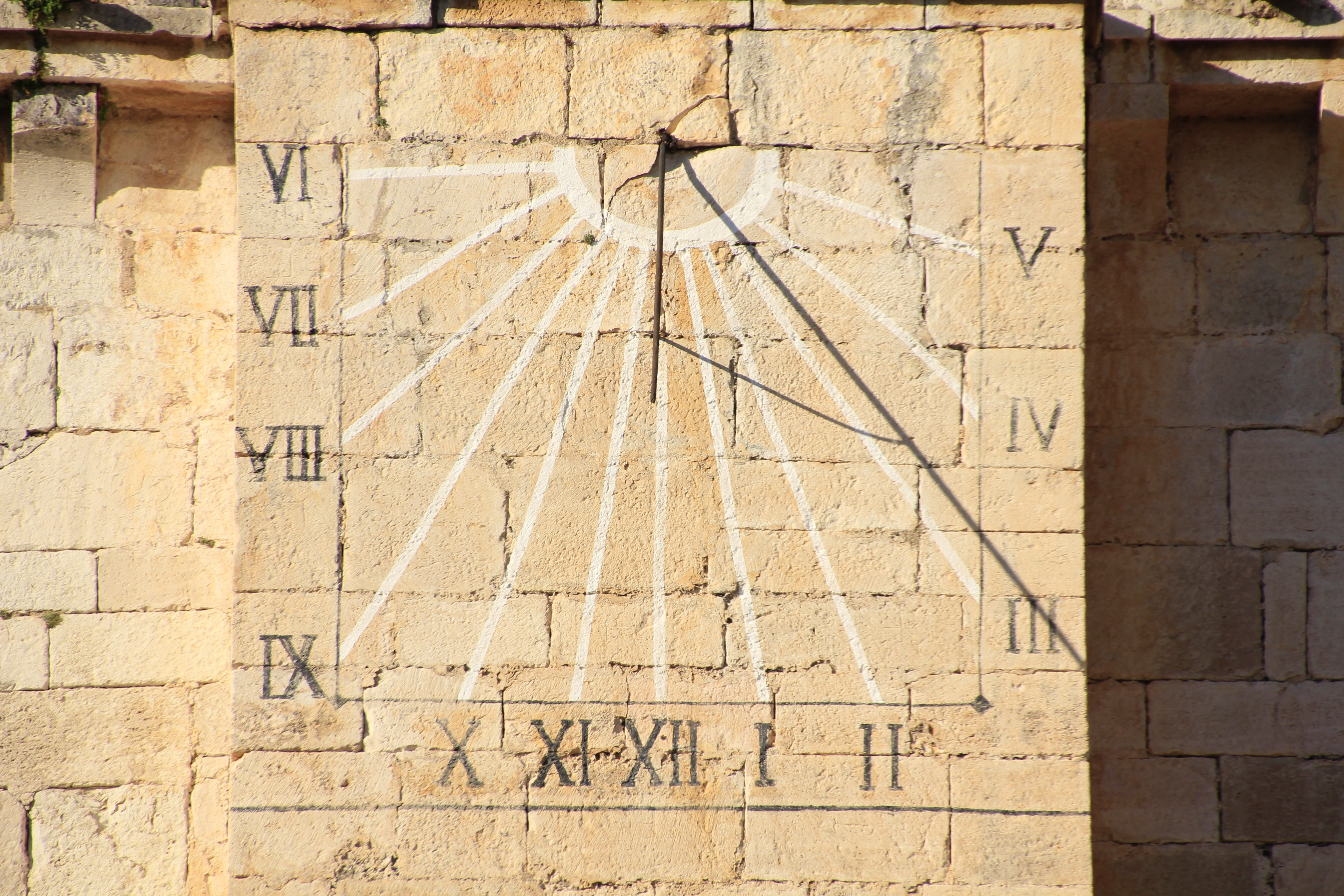
Cadran solaire du monastère de Santes Creus.

L'association a créé et maintient à jour une base de données de fiches techniques de plus de 7000 cadrans solaires installés en permanence dans les espaces publics de Catalogne et d' Andorre . Il sert de référence dans les listes de cadrans solaires sur wikipédia en catalan, par exemple dans le cadran solaire situé dans le monastère de Santes Creus, .

## Cadran solaire dans le pôle Sud
Avec le patronage de la Société Gnomonique Catalane, on a installé un cadran solaire à la Station Amundsen-Scott.

## Associations  similaires
Au fil du temps, il y a eu toutes sortes d'entités qui ont favorisé la construction de cadrans solaires et la conservation de ceux existants. Apparemment, cependant, l'existence d'associations d'amateurs spécialisées exclusivement dans le gnomonique est très rare.
- Un établissement français officiel est la Commission des Cadrans solaires, assignée à la Société astronomique de France[16],[17].
- Asociación Amigos Relojes de Sol (AARS), créée en 1988, dont le siège est à Madrid ; l'association publie la revue Analema (1991-2005)[18].
- Commission des Cadrans solaires du Québec, créée en 1994, dont le siège est à Québec ; elle publie la revue Le Gnomiste[19].
- La Asociación para la revitalización de los centros antiguos de Mallorca possède une Commission de cadrans solaires[20].